# Angela Olinto
Angela Villela Olinto (Boston, 19 de julho de 1961) é uma cientista astrofísica e professora brasileira radicada nos Estados Unidos e uma das maiores autoridades mundiais em física de astropartículas.

## Biografia
Filha de brasileiros, nasceu em Boston durante uma temporada de estudos de seu pai no Instituto de Tecnologia de Massachusetts (MIT). Formou-se em Física pela Pontifícia Universidade Católica do Rio de Janeiro (PUC) e obteve seu título de doutora em Física pelo MIT. Deu contribuições importantes nos campos da estrutura das estrelas de nêutrons, teoria inflacionária, campos magnéticos cósmicos, matéria escura, raios cósmicos, raios gama e neutrinos.
Seu trabalho é reconhecido internacionalmente, sendo uma da maiores autoridades mundiais em física de astropartículas. Leciona na Universidade de Chicago (UC) e é reitora da Divisão de Ciências Físicas e Matemáticas da instituição. É a pesquisadora principal dos projetos da NASA EUSO-SPB e POEMMA, para estudo de raios cósmicos e partículas ultraenergéticas.
Publicou mais de 250 artigos. É membro da Academia de Artes e Ciências dos Estados Unidos, da Sociedade Americana de Astronomia, da Associação Americana para o Avanço da Ciência e da Academia Nacional de Ciências dos Estados Unidos.Criou os cursos de graduação e pós-graduação em Astronomia e Astrofísica na UC. Também é membro do Conselho Superior da UC, do Programa de Revisão Acadêmica do Departamento de Astronomia da Universidade de Boston e do Conselho Consultivo do Laboratório de Ciência Nuclear do MIT. Já foi chefe do Comitê de Premiação dos prêmios Tinsley (Sociedade Americana de Astronomia) e Bethe (Sociedade Americana de Física), chefe do Conselho Consultivo de Astronomia e Astrofísica da colaboração NASA/NSF/DOE, membro da Astronomy and Astrophysics Decadal Survey e do Conselho Editorial da revista Annual Reviews of Nuclear and Particle Science. É membro de várias sociedades científicas internacionais.

## Prêmios e reconhecimentos
Alguns prêmios e reconhecimentos:
- 1991: Título de Palestrante Arthur H. Compton do Instituto Enrico Fermi da Universidade de Chicago.
- 2001: Fellow da Sociedade Americana de Física.
- 2004: Orador da 478ª Convocação da Universidade de Chicago.
- 2005: Prêmio Orador da Conferência Internacional sobre Partículas e Núcleos (PANIC 05).
- 2006: Cátedra de Excelência da Agência Nacional de Pesquisa, França.
- 2011: Prêmio Llewellyn John and Harriet Manchester Quantrell por Excelência no Ensino de Sub-graduação, pela Universidade de Chicago.
- 2012: Fellow da Associação Americana para o Avanço da Ciência
- 2013: Título de Palestrante Hess da 33ª Conferência Internacional sobre Raios Cósmicos.
- 2013–2016: Título de Professor Homer J. Livingston no Departamento de Astronomia e Astrofísica e no College, pela Universidade de Chicago.
- 2014-2015: Prêmio Acadêmico por Excelência no Ensino de Graduação e Mentoria, pela Universidade de Chicago.
- 2016: Título de Professor Albert A. Michelson por Serviços Distinguidos no Departamento de Astronomia e Astrofísica e no College, pela Universidade de Chicago.
- 2021: Membro da Academia Nacional de Ciências dos Estados Unidos.[7]
- 2022: Ordem de Rio Branco, grau Comendador.[8]